# 玉环湖 (浙江)
28°13′12″N 121°12′55″E / 28.2201°N 121.2154°E
玉环湖，位于中华人民共和国浙江省玉环市，是漩门二期蓄淡围垦形成的大型水库。

## 特点
玉环湖汇水面积达150平方公里，水体为亚海水。早期因上游工业和生活污水污染影响，水质较差。受地形条件影响，楚门一清港片区形成较为密集丰富的河流水面，因缺乏与玉环湖的连通，丰水时段雨水排除不畅，易产生内涝现象。随后玉环市城市设计范围内主要河系包括九眼河、泗水港、楚门河三条水系，联系玉环湖与楚门一清港片区水系。2016年，玉环县开始进行玉环湖沿湖景观带工程，分两期实施：一期工程投资1.8亿元，工程面积达60公顷。二期工程投资4.2亿元。2017年，玉环市启动北区污水提升泵站与污水主管工程，推进玉环湖生态整治工程。

## 绿道
玉环湖绿道目前共分两期完成修建，全长8公里，沿线风景迷人，被称为玉环的网红景点。一期工程东起新塘河，西至分水山大桥，总长7.8公里，占地面积约1500亩。建成桥梁8座、大型广场5座、自行车道及游步道各7.8公里，主打健身。二期工程东起新塘河，西至玉环会展中心，总占地面积达40公顷，投资1.96亿元，主打功能性、娱乐性。

## 图库

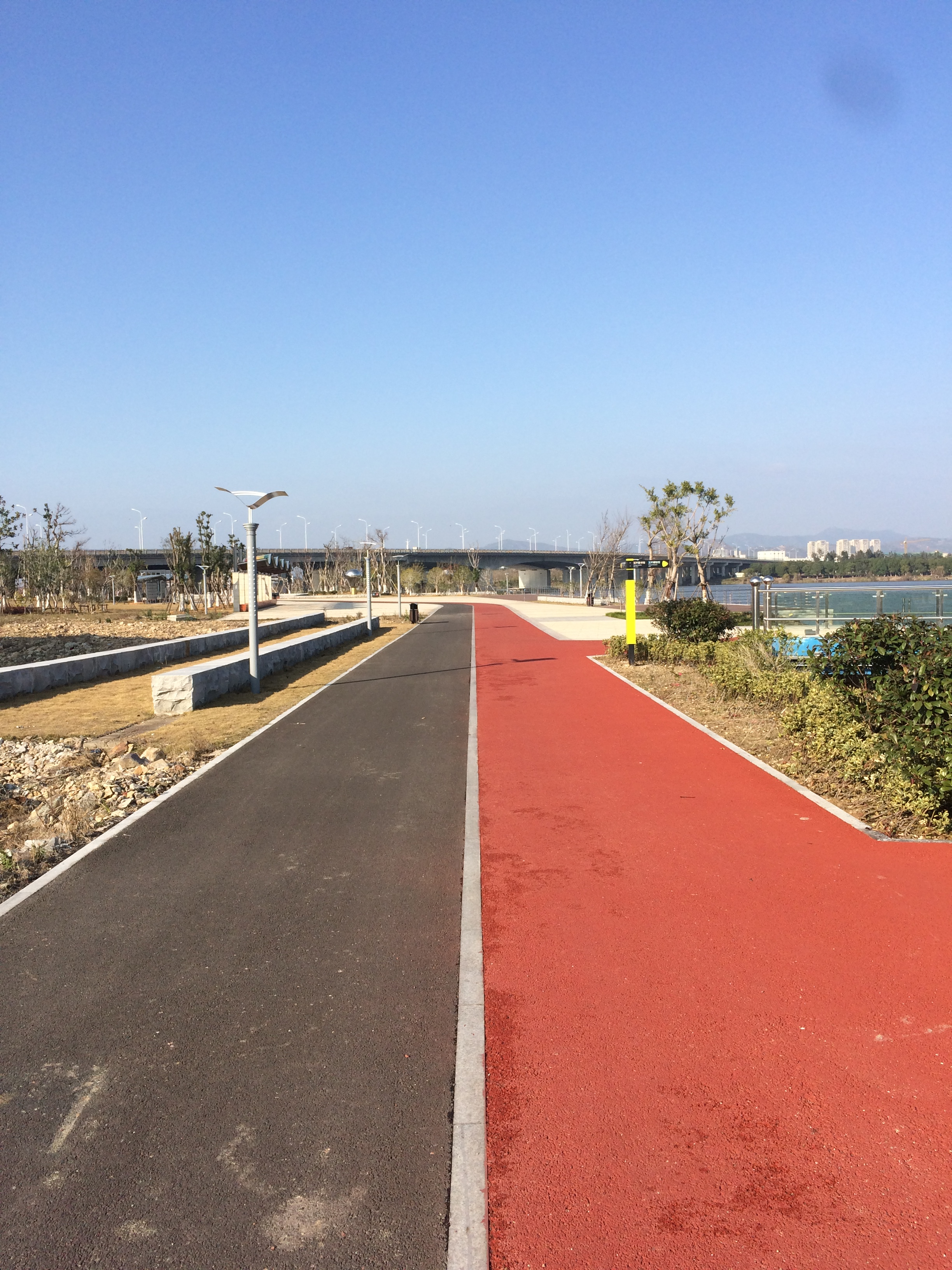
玉环湖绿道
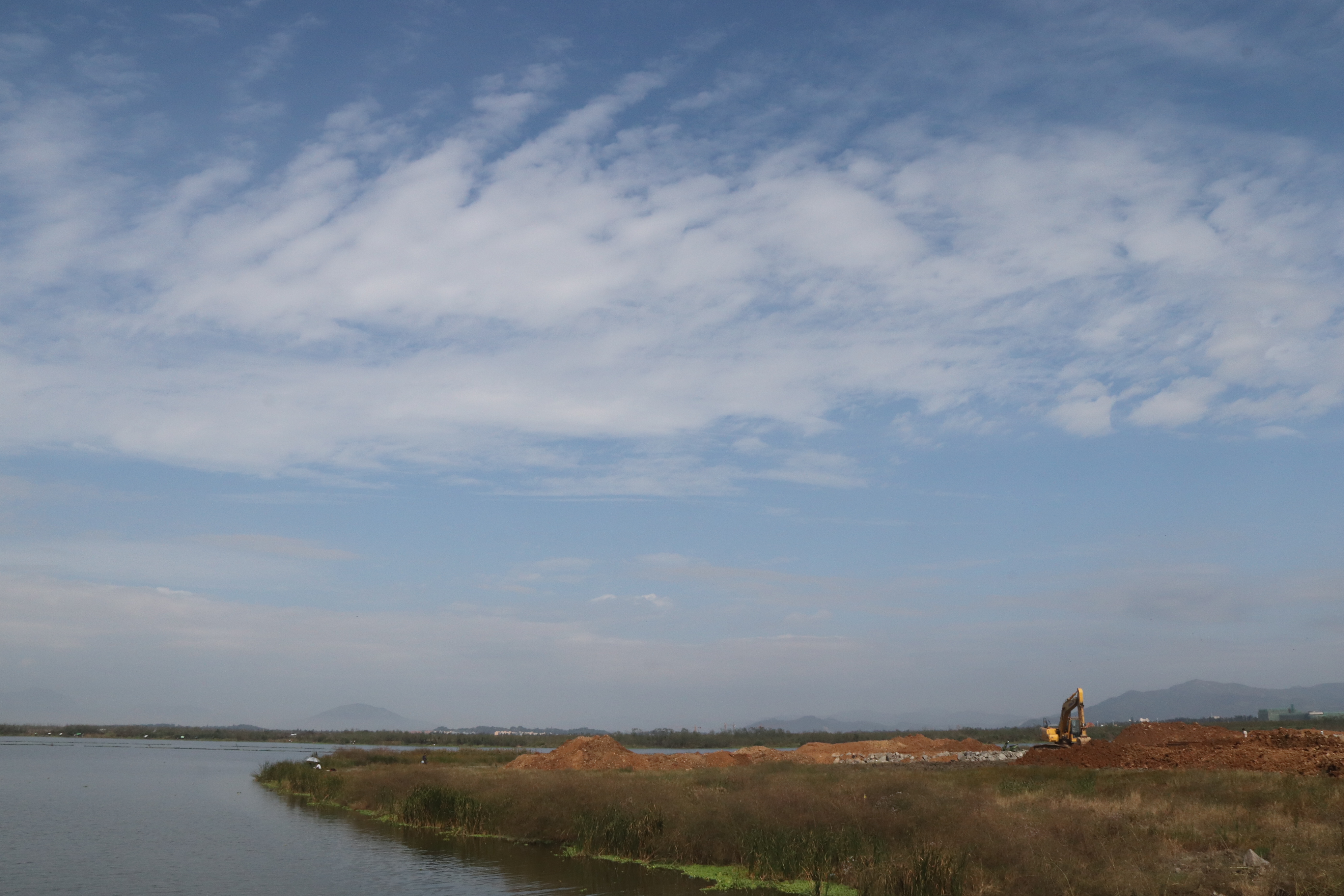
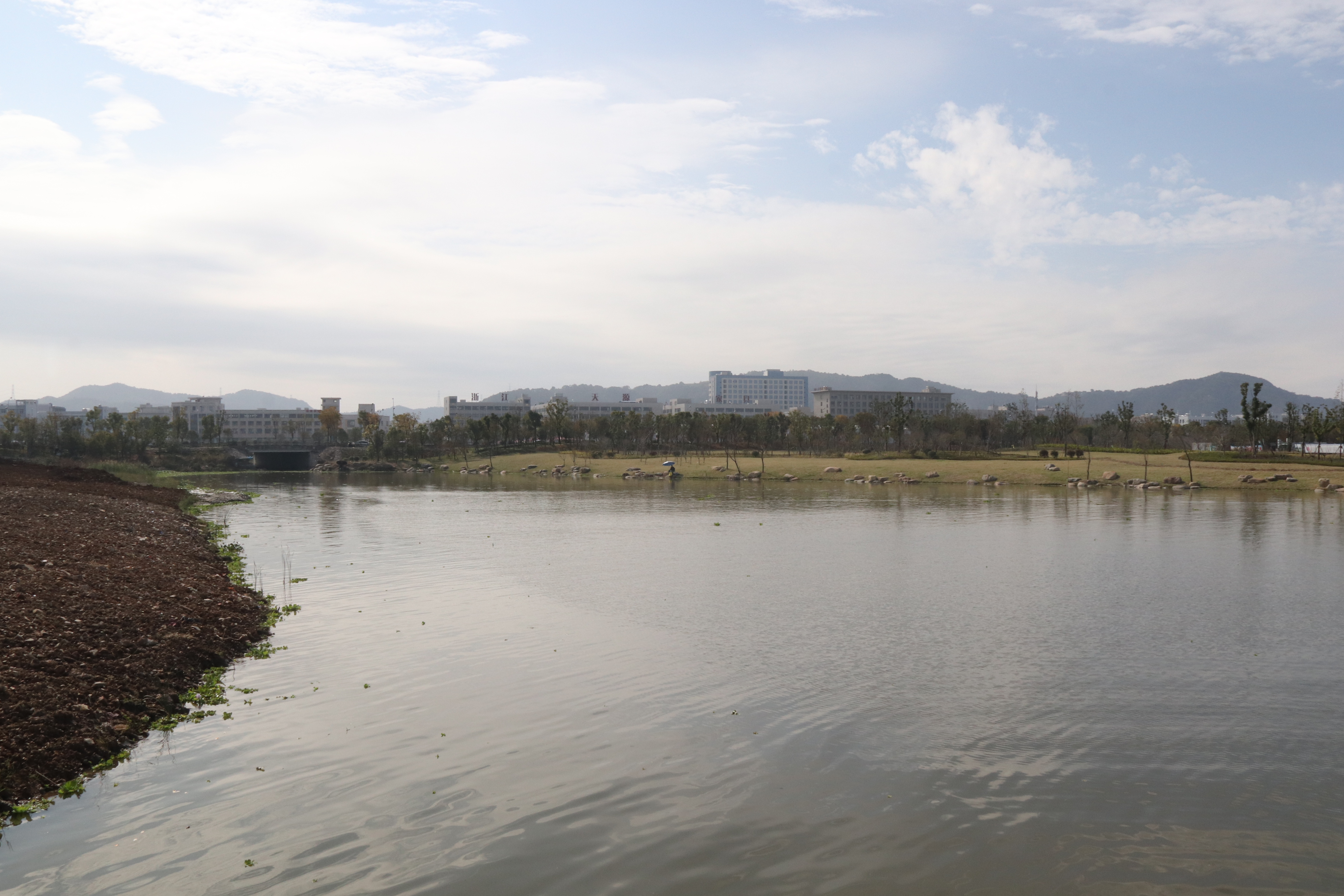
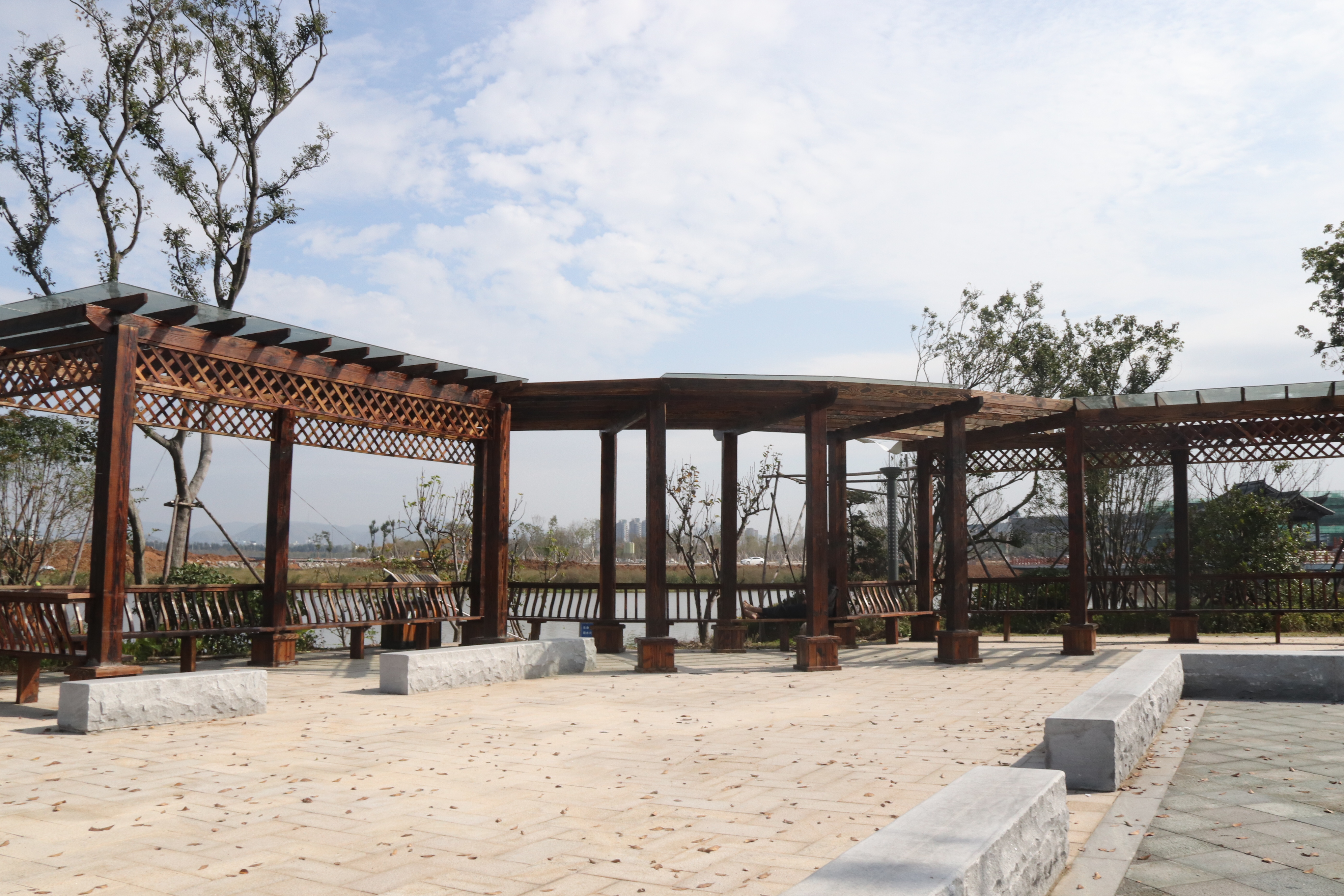
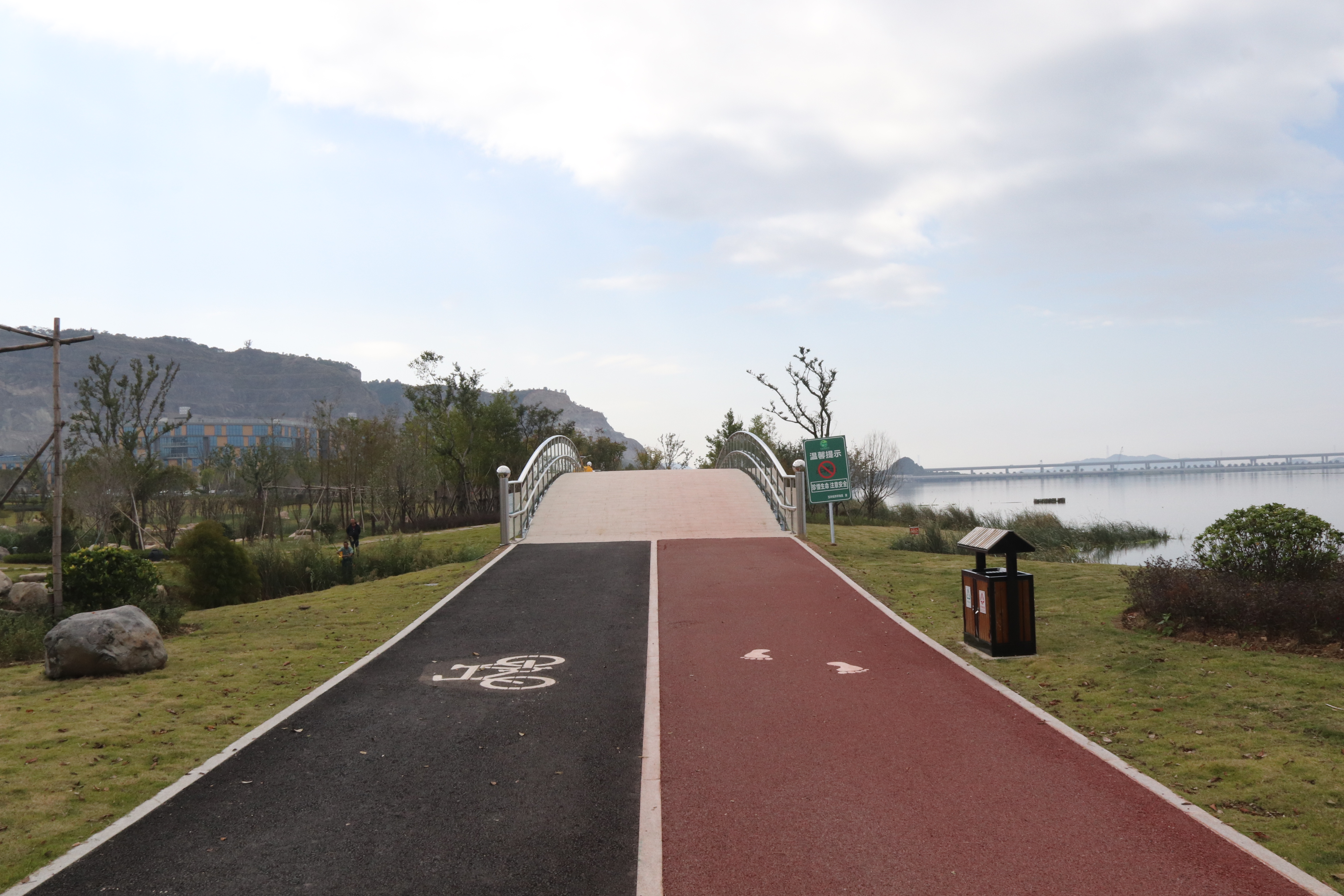
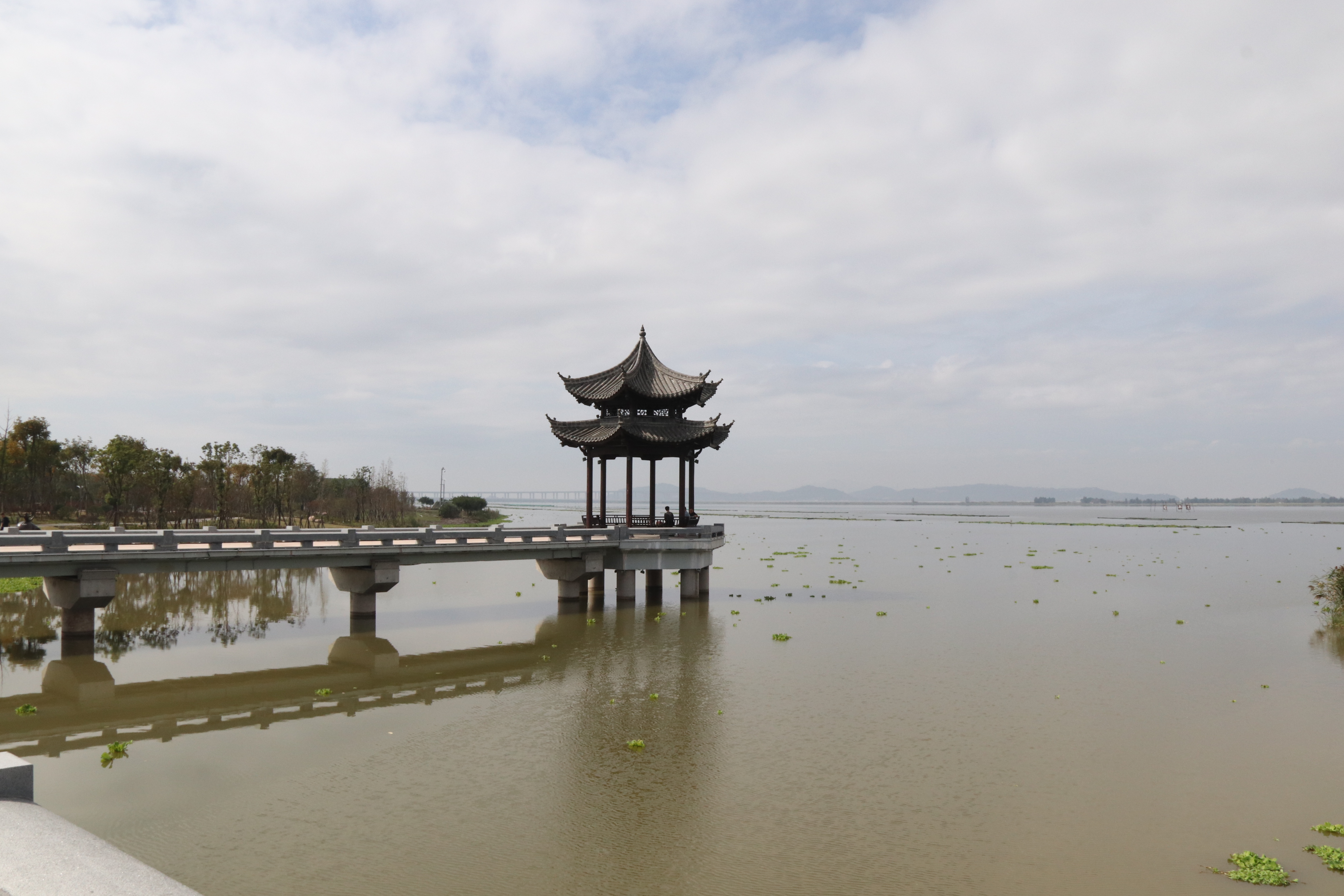
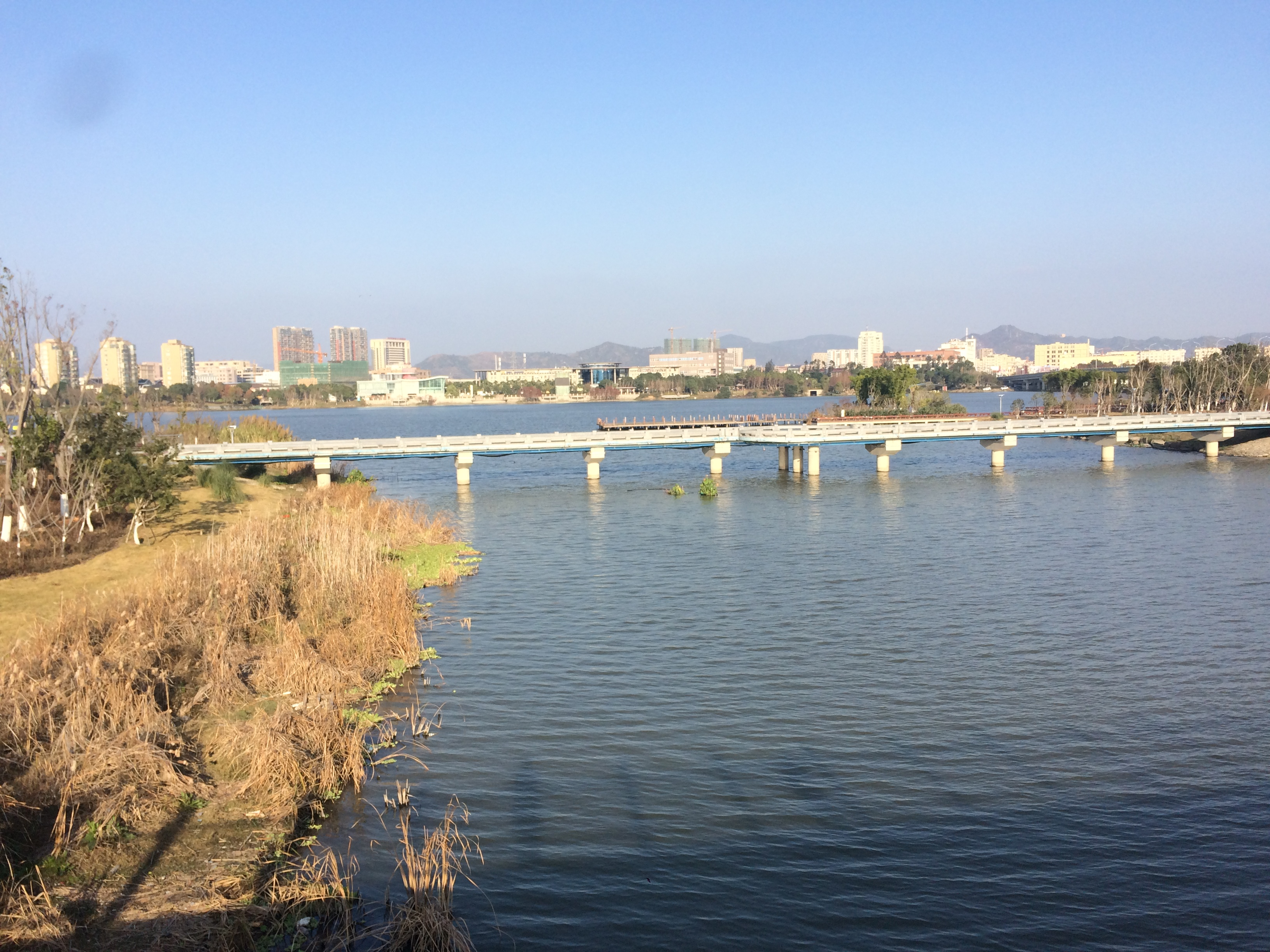